# Navalmoral de la Mata
Navalmoral de la Mata – miasto w Hiszpanii, we wspólnocie autonomicznej Estremadura. W 2007 liczyło 16 931 mieszkańców.